# Гаага (хоккейный клуб)
Хоккейный клуб «Гаага» (нидерл. HYS The Hague) — команда по хоккею с шайбой из Гааги. Домашней ареной клуба является стадион «Де Уитхоф», вмещающий 2610 человек. «Гаага» — самый титулованный клуб лиги (10 чемпионств).

## История

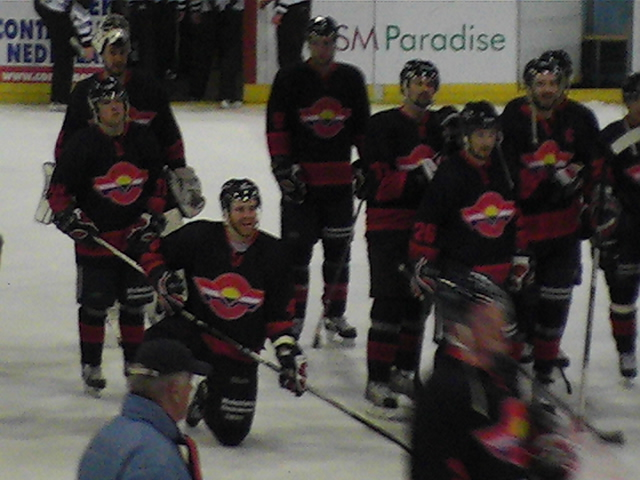
«Гаага» на льду

Хоккейный клуб «Гаага» был основан 16 апреля 1933 года. В 1934 команда приняла участие в Нидерландской хоккейной лиге, вместе с Тилбург Трепперс и Амстердам Джи'с. В 1937 году «Гаага» впервые стала чемпионом Голландии, а в 1938 повторила свой результат. Во время Второй мировой войны чемпионат Нидерландов не проводился, однако уже в 1946 году клуб выиграл только что созданную Эредивизие. В 1969 в команде наступил кризис, клуб вылетел из Эредивизие. Лишь в 2004 году «Гаага» сумела вернуться в элиту. В 2008 году команде удалось занять третье место, а в 2009 - первое за последние сорок лет чемпионство. В 2010 команда планировала принять участие в Лиге чемпионов, но турнир был отменён из-за недостаточного финансирования. Вследствие этого клуб заявился в Континентальный кубок, где дошёл до третьего раунда.

## Достижения
- Эредивизие:
  - Чемпион (10)  : 1946, 1948, 1965, 1966, 1967, 1968, 1969, 2009, 2011, 2013